# RATO

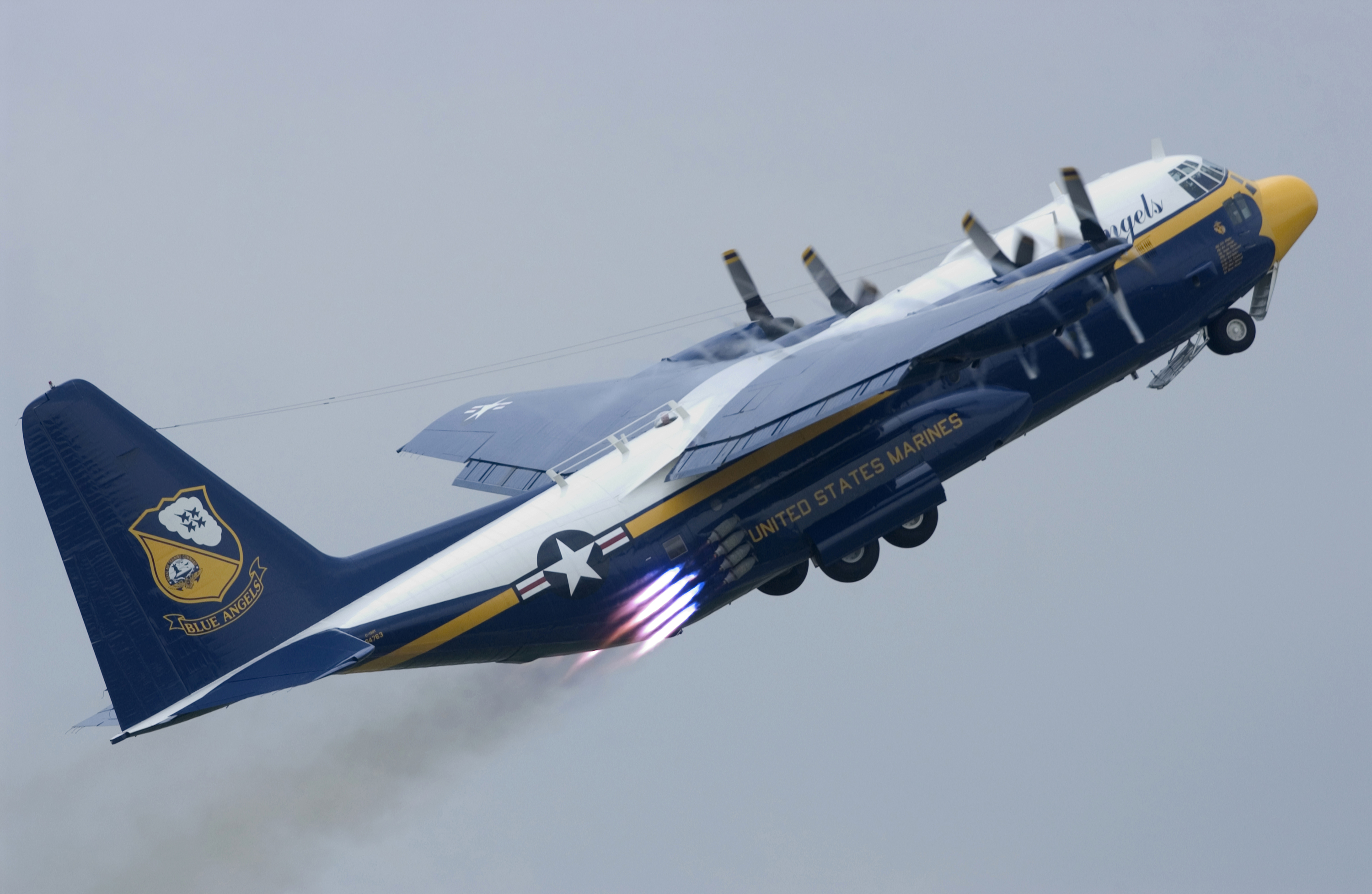
C-130T Hercules Blue Angels

ロケット補助推進離陸（Rocket Assisted Take Off、略してRATO）とは、航空機の離陸滑走距離を短くするため、機体に補助推進ロケットを装着・点火して離陸すること、またその装置のことである。その性能の高さから、ゼロ距離発進のような極端な機動をも可能とするようなものもある。
ロケットエンジンを用いるものがRATOで、ジェットエンジンを用いるものがジェット補助推進離陸 (Jet-fuel Assisted Take Off・JATO) と区別することもあるが、英語においてはジェット=噴気を補助に用いるという意味で同種のもの全般をJATOと称している。
なお、同名の略称を持つ日本の有機系太陽電池技術研究組合とは無関係である。

## RATOの歴史

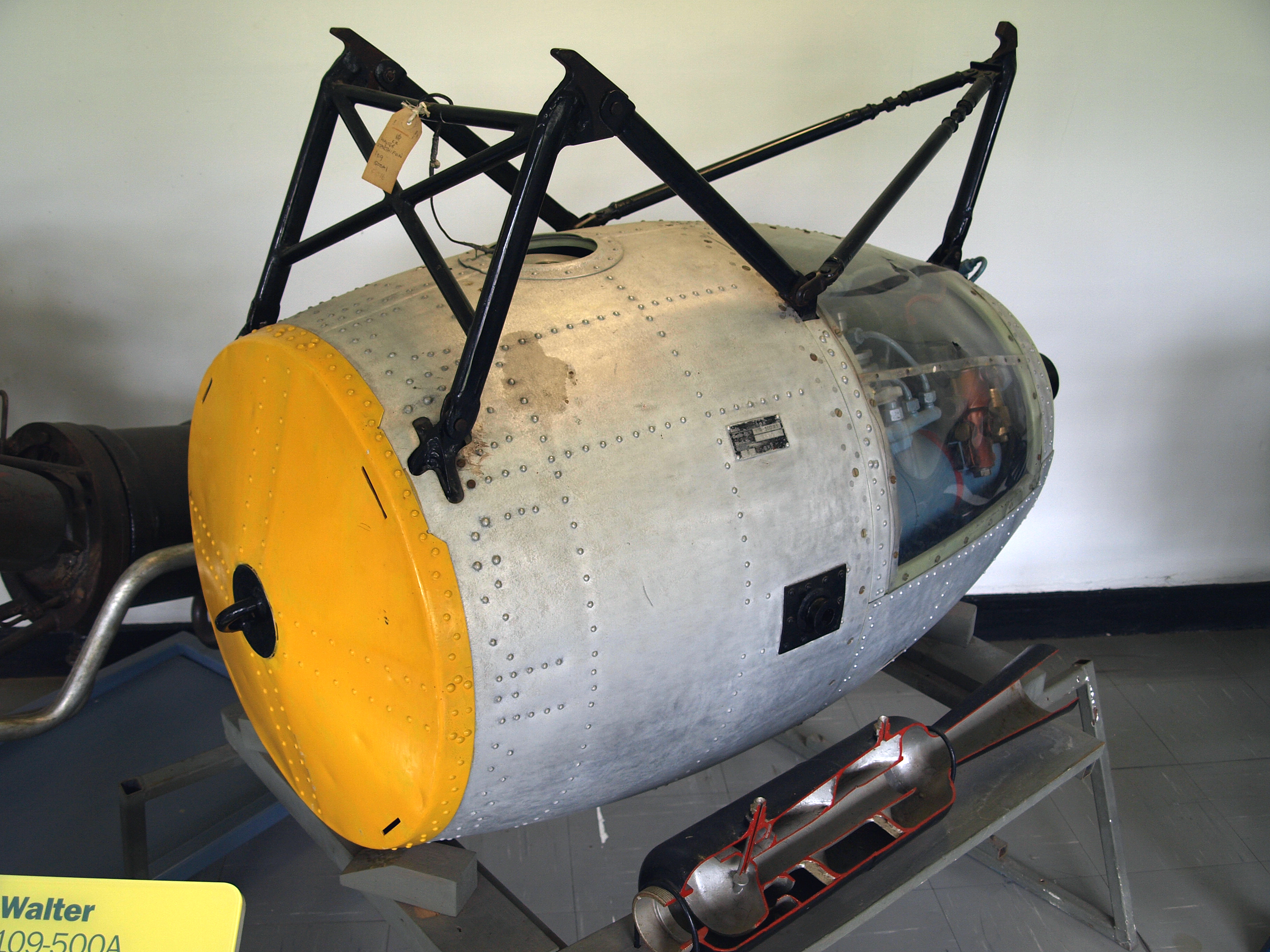
コスフォード王立空軍博物館に展示されているヴァルター HWK 109-500

1937年からヴァルター HWK 109-500がAr234爆撃機やMe321「ギガント」輸送グライダーの離陸時に補助推進器として使用され、使用後はパラシュートで回収された。硝酸と炭化水素燃料を推進剤とするBMW 109-718の推力は1,000 kg (2,200 lb) だった。第二次世界大戦後、イギリスでドイツの技術を元にブリストル・シドレー BS.605、ネイピア スコーピオン、デ・ハビランド スプライトが開発されたものの、1957年度国防白書の影響でミサイル万能論が優勢になり、有人戦闘機の開発計画は縮小されたため、どれも試験的な運用に留まった。

## ロケット補助の必要性
地上の飛行場に長大な舗装滑走路を用意して離陸できる場面においては、ロケット補助推進離陸が必要となる場面はほとんどない。ロケット補助推進離陸が必要となるのは、次のような場合である。
航空機のエンジン出力が過小である
機体の重量に対して搭載できた（開発できた）エンジン出力が過小である場合、通常の滑走路長では離陸不可能であるため、ロケット補助推進を用いて加速力を向上させ、離陸の助けとする。あるいは滑走路を用いて搭載エンジンのみで離陸は不可能ではないが、長い滑走距離は離陸事故につながるため、滑走距離を短縮するためにロケット補助推進を用いる。ドイツ空軍のAr234爆撃機やMe321「ギガント」輸送グライダーがこれに該当する。大日本帝国海軍では、後述の空母発進補助用として開発済みであったRATOを陸上機として試験中であった橘花で離陸補助用として用いていた例がある。
十分な長さの滑走路が用意できない
通常の長さの滑走路を持つ飛行場であれば自力で離陸可能な機種を、より短距離で離陸させるためにロケット補助推進を用いる。C-130輸送機では南極基地への輸送で用いるほか、滑走路の短い飛行場での運用にしばしば使用されている。アメリカがイランから人質を救出しようとした軍事作戦であるクレディブル・スポーツ作戦においては、サッカースタジアムに強行離着陸を行おうと離陸用と着陸用（逆噴射）のロケット補助推進装置を多数追加装備したC-130が用いられる計画であったが、改造されたC-130が試験飛行において着陸失敗事故を起こしたため、計画は放棄された。
カタパルトを持たない航空母艦から重い機体を発艦させる
第二次世界大戦において滑走距離の限られる航空母艦の飛行甲板から航空機を発艦させる場合、特に重量のある大戦後半に実用化された新型爆撃機・攻撃機を発艦させるには、カタパルトの助けが必須であった。しかし、大日本帝国海軍は航空母艦で運用可能なカタパルトの開発に失敗したため、当該機種の発艦にはロケット補助推進が必要となった。全備状態の天山や流星がこれに該当するが、流星は終戦までに機体の量産が間に合わなかった。RATO自体は昭和19年頃までには研究開発が完了していたが、マリアナ沖海戦以降の大日本帝国海軍にはもはや機動部隊として運用可能な航空母艦も艦隊も燃料も残っていなかったため、実戦で両機がロケット補助推進離陸を用いたことはない。
カタパルト非搭載で飛行甲板も持たない艦船から航空機を射出する
第二次世界大戦初期のイギリスでは、護衛されていない商船を敵機や敵Uボートから守るため、商船に1機の陸上機を搭載し、必要があれば発進させて戦闘を行なわせるCAMシップを運用していた。CAMシップでは後にカタパルトが設置されるが、それまでの間はロケット補助推進が発進に用いられた。
迎撃戦闘機をより短時間に高空まで上昇させる
ドイツ空軍では、敵爆撃機の迎撃を行う際により短時間で敵機が侵攻してくる高空まで上昇させるため、Me262ジェット戦闘機にロケット補助推進装置を用いる実験を行った。実戦に投入されたかは確認されていない。
ゼロ距離発進を行う
滑走距離をとらないゼロ距離発進を行う場合、非常に強い加速力が必要となるため、ロケット補助推進装置を用いた。カタパルトと併用される場合と、ロケット補助推進のみの場合の両方があった。発進試験はアメリカ空軍、西ドイツ空軍、ソ連軍などで成功したが、実用化には至らなかった。

## 補助推進ロケットの運用
補助推進ロケットは燃焼が終わると機体から切り離されて投棄されるが、陸上で運用されていたAr234やMe321の場合、ロケット本体は地上で回収されて再利用された。
海上に投棄することとなるCAMシップや流星の事例では、基本的に使い捨てとされた。